# Marchroutka
 (mars 2015).
Si vous disposez d'ouvrages ou d'articles de référence ou si vous connaissez des sites web de qualité traitant du thème abordé ici, merci de compléter l'article en donnant les références utiles à sa vérifiabilité et en les liant à la section « Notes et références ».

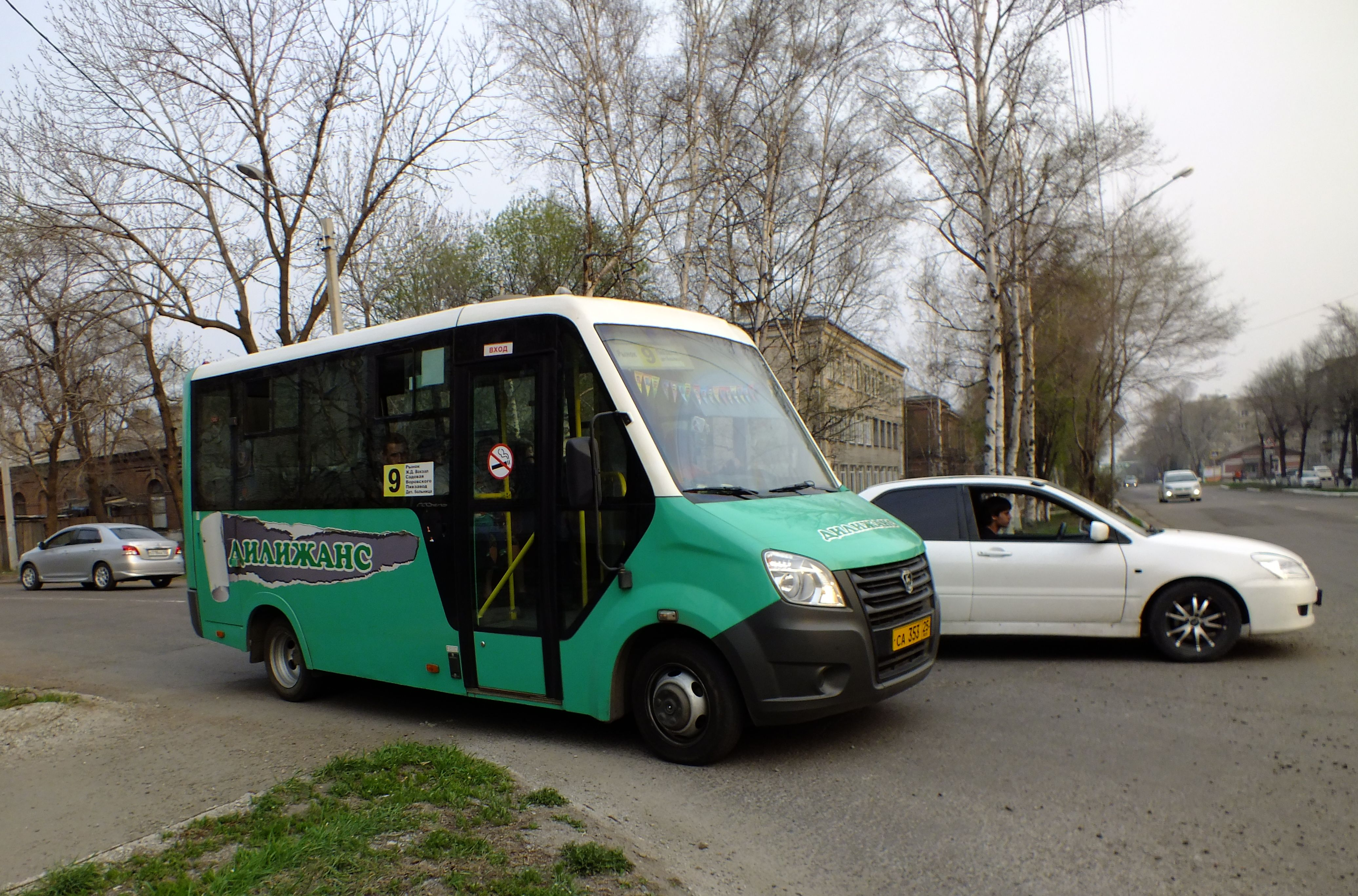
Une marchroutka moderne (GAZelle-Next) dans le kraï du Primorié (janvier 2015).

Marchroutka (en russe : маршрутка) est le nom donné aux taxis collectifs dans les pays de l'ex-Union soviétique.

## Historique
Le taxi collectif a été introduit à Moscou en 1938, utilisant des limousines ZiS-101.
À la chute du communisme et à l'effondrement du secteur public des transports routiers (obsolescence du matériel, absentéisme du personnel), la population s'est tournée vers le privé, qui a alors développé cette offre de marchroutka.
La camionnette russe GAZ-3221 (surnommé GAZelle) est le véhicule le plus utilisé[réf. nécessaire].

## Tarifs
Les autorités fixent le prix des trajets et augmentent régulièrement ceux-ci de façon importante, ainsi il n'est pas rare de voir en Russie des augmentations de 100 à 300 % du jour au lendemain.

### En Géorgie

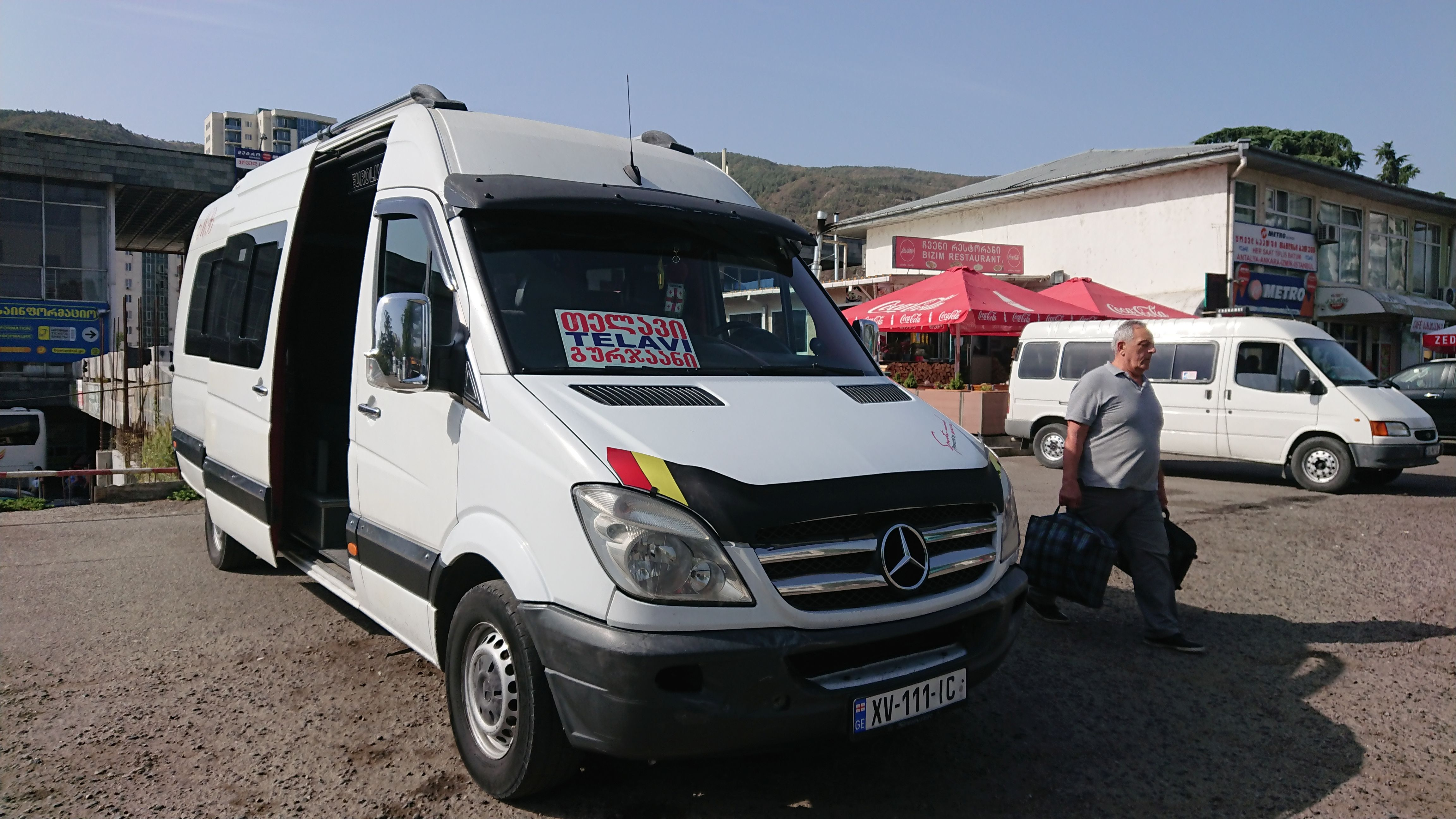
Une marchroutka en attente au terminus d'Ortachala, Tbilissi.

À Tbilissi, le système de marchroutkas en ville fonctionne de façon intégrée avec le réseau d'autobus municipal. Tous les circuits sont numérotés et commencent à partir du numéro 400. Les marchroutkas sont complémentaires aux autobus et desservent généralement des secteurs en périphérie ou des zones à fort dénivelé. Le tarif y est fixe et identique à celui des autobus. Il est possible de héler un véhicule entre deux arrêts.
Les marchroutkas interurbaines sont elles gérées par des microentreprises privées et de façon généralement informelle. Le tarif est généralement connu à l'avance entre les villes à forte circulation, notamment aux trois terminus de Tbilissi, mais peut faire l'objet de négociations. Il est parfois possible d'acheter des billets de marchroutkas sur Internet pour certains trajets précis.